# American Music Awards 1991
Die 18. American Music Awards wurden von der American Broadcasting Company (ABC) am 28. Januar 1991 ausgestrahlt. Die Veranstaltung fand im Shrine Auditorium in Los Angeles, Kalifornien statt. Die Moderation übernahmen Keenen Ivory Wayans und die Zeichentrickfigur Bart Simpson mit der Stimme von Nancy Cartwright.
Die meisten Preise gewann MC Hammer mit fünf Awards. Mit sieben Nominierungen führt er auch die Liste an.

## Gewinner und Nominierte
| Subkategorie                              | Sieger                                    | Nominierungen                                                                |
| Pop/Rock Category                         | Pop/Rock Category                         | Pop/Rock Category                                                            |
| ----------------------------------------- | ----------------------------------------- | ---------------------------------------------------------------------------- |
| Favorite Pop/Rock Male Artist             | Phil Collins                              | Michael Bolton MC Hammer                                                     |
| Favorite Pop/Rock Female Artist           | Janet Jackson                             | Paula Abdul Mariah Carey Madonna Sinéad O’Connor                             |
| Favorite Pop/Rock Band/Duo/Group          | Aerosmith                                 | Bell Biv Devoe New Kids on the Block                                         |
| Favorite Pop/Rock Album                   | Phil Collins – … But Seriously            | MC Hammer – Please Hammer, Don’t Hurt ’Em Janet Jackson – Rhythm Nation 1814 |
| Favorite Pop/Rock Song                    | Jon Bon Jovi – Blaze of Glory             | Madonna – Vogue Wilson Phillips – Hold On                                    |
| Favorite Pop/Rock New Artist              | Vanilla Ice                               | Mariah Carey Wilson Phillips                                                 |
| Soul/R&B Category                         |                                           |                                                                              |
| Favorite Soul/R&B Male Artist             | MC Hammer                                 | Quincy Jones Keith Sweat                                                     |
| Favorite Soul/R&B Female Artist           | Janet Jackson                             | Regina Belle Mariah Carey Miki Howard Lisa Stansfield                        |
| Favorite Soul/R&B Band/Duo/Group          | Tony! Toni! Toné!                         | After 7 Bell Biv DeVoe                                                       |
| Favorite Soul/R&B Album                   | MC Hammer – Please Hammer, Don’t Hurt ’Em | Janet Jackson – Rhythm Nation 1814 Quincy Jones – Back on the Block          |
| Favorite Soul/R&B Song                    | MC Hammer – U Can’t Touch This            | Keith Sweat – Merry Go Round Tony! Toni! Toné! – Feels Good                  |
| Favorite Soul/R&B New Artist              | Bell Biv DeVoe                            | Johnny Gil Lisa Stansfield                                                   |
| Country Category                          |                                           |                                                                              |
| Favorite Country Male Artist              | George Strait                             | Clint Black Garth Brooks                                                     |
| Favorite Country Female Artist            | Reba McEntire                             | Patty Loveless Kathy Mattea Lorrie Morgan K. T. Oslin                        |
| Favorite Country Band/Duo/Group           | Alabama                                   | The Judds Shenandoah                                                         |
| Favorite Country Album                    | Reba McEntire – Reba Live                 | Clint Black – Killin’ Time George Strait – Livin’ It Up                      |
| Favorite Country Song                     | Garth Brooks – If Tomorrow Never Comes    | The Judds – Born to Be Blue George Strait – Love Without End, Amen           |
| Favorite Country New Artist               | Kentucky Headhunters                      | Alan Jackson Travis Tritt                                                    |
| Dance Category                            |                                           |                                                                              |
| Favorite Dance Artist                     | Janet Jackson                             | Madonna Michel’le                                                            |
| Favorite Dance Song                       | Madonna – Vogue                           | En Vogue – Hold On Snap! – The Power                                         |
| Favorite Dance New Artist                 | Bell Biv DeVoe                            | En Vogue Michel’le                                                           |
| Heavy Metal/Hard Rock Category            |                                           |                                                                              |
| Favorite Heavy Metal/Hard Rock Artist     | Aerosmith                                 | Mötley Crüe Poison                                                           |
| Favorite Heavy Metal/Hard Rock Album      | Mötley Crüe – Dr. Feelgood                | Aerosmith – Pump Poison – Flesh & Blood                                      |
| Favorite Heavy Metal/Hard Rock New Artist | Slaughter                                 | Bruce Dickinson Don Dokken                                                   |
| Rap/Hip-Hop Category                      |                                           |                                                                              |
| Favorite Rap/Hip-Hop Artist               | MC Hammer                                 | Too Short Vanilla Ice                                                        |
| Favorite Rap/Hip-Hop Album                | MC Hammer – Please Hammer, Don’t Hurt ’Em | Public Enemy – Fear of a Black Planet Vanilla Ice – To the Extreme           |
| Favorite Rap/Hip-Hop New Artist           | Vanilla Ice                               | Candyman Digital Underground                                                 |
| Merit                                     |                                           |                                                                              |
| Merle Haggard                             |                                           |                                                                              |

## Auftritte
| Künstler | Lied(er) |
| --- | --- |
| MC Hammer | Here Comes The Hammer |
| Mariah Carey | Someday |
| New Kids on the Block Flavor Flav | Games |
| Clint Black | Put Yourself in My Shoes |
| Gloria Estefan | Coming Out of the Dark |
| Vanilla Ice | Ice Ice Baby |
| George Strait Garth Brooks Travis Tritt Clint Black The Kentucky Headhunters Lorrie Morgan Alan Jackson Larry Gatlin Patty Loveless Roger Miller | Tribute to Merle Haggard: If We Make It Through December (Strait) Mama Tried (Brooks) Today I Started Loving You Again (Tritt) Okie from Muskogee |
| Poison | Unskinny Bop |
| Wilson Phillips | Medley: Hold On Release Me Impulsive You're in Love                                                                                               |
| Reba McEntire | Fancy |
| Bell Biv DeVoe | B.B.D. (I Thought It Was Me)? |
| INXS | Disappear |